# Transparency International

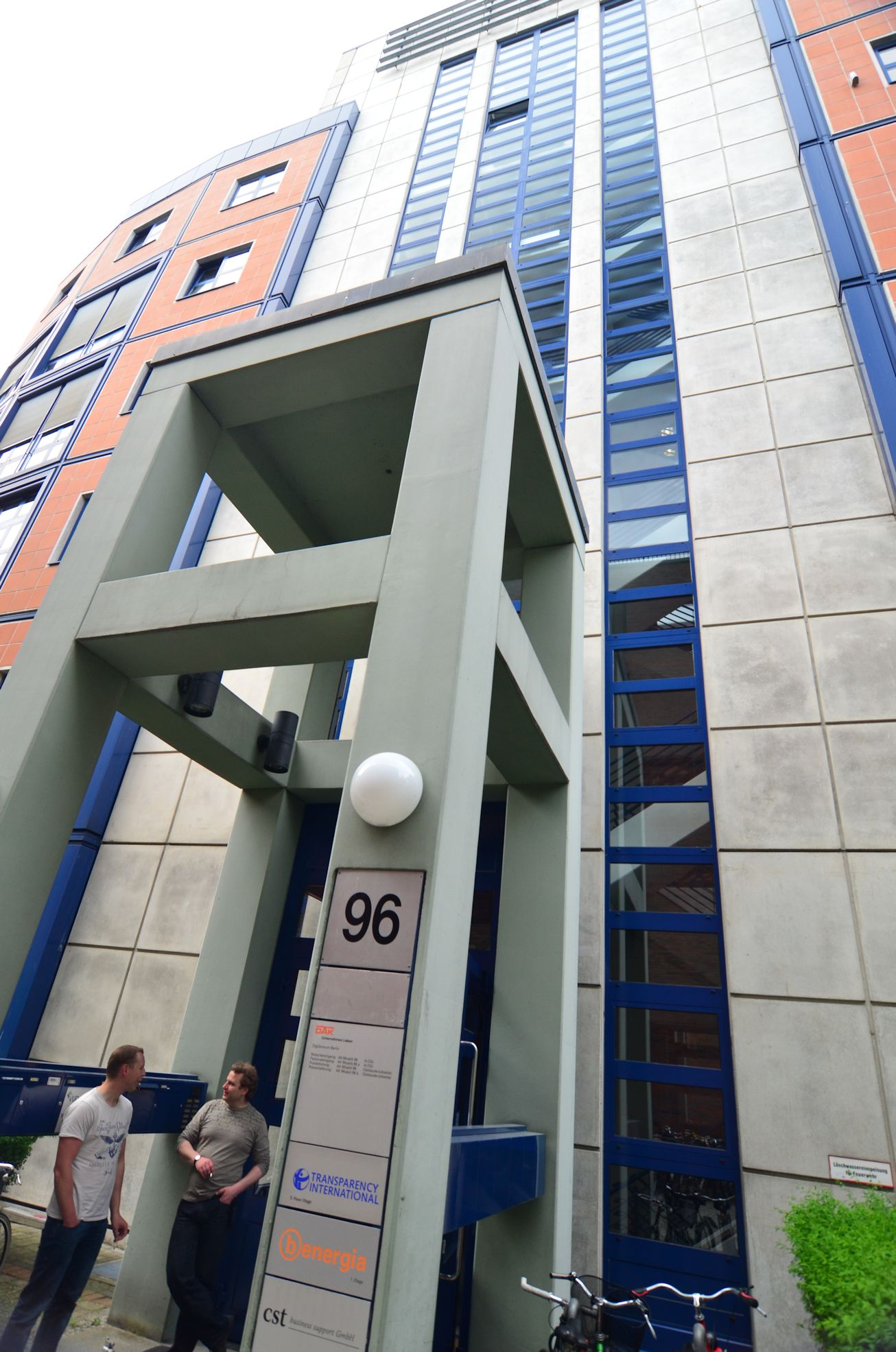

Transparency International, TI (z ang. transparency „przejrzystość”) – międzynarodowa, niezależna i pozarządowa organizacja badająca, ujawniająca i zwalczająca praktyki korupcyjne, przede wszystkim w życiu publicznym. Została założona w 1993 przez Petera Eigena. Ma oddziały w 90 krajach. Międzynarodowy Sekretariat TI mieści się w Berlinie. 
W 1998 powstało stowarzyszenie Transparency International Polska, akredytowane i działające jako oddział TI. W listopadzie 2011 oddział polski zlikwidowano.
Organizacja co roku publikuje wskaźnik percepcji korupcji (ang. Corruption Perceptions Index). Pokazuje on percepcję korupcji w danym kraju przez ludzi biznesu i analityków z całego świata, w tym ekspertów zamieszkałych w ocenianym kraju. Każdy kraj oceniany jest w skali od 100 (największa przejrzystość) do 0 (największa korupcja). Ranking układany jest według liczby uzyskanych punktów, od największej do najmniejszej. Najwyższa lokata w rankingu oznacza najmniejszą korupcję.
Wskaźnikiem percepcji korupcji w 2016 objęto 176 państw, wśród nich Polskę (29 miejsce, ex aequo z Portugalią). Polska, ze wskaźnikiem równym 62 punkty, zajęła w rankingu lepsze miejsce niż większość nowych oraz trzy stare kraje członkowskie Unii Europejskiej (Hiszpania, Włochy i Grecja, odpowiednio 41, 60 i 69 miejsce). Wszystkie państwa graniczące z Polską z wyjątkiem Niemiec zajęły gorsze miejsca niż Polska: Niemcy 10, Czechy 47, Słowacja 54, Ukraina (ex aequo z Rosją) 131, Białoruś 79, Litwa 38. Spośród państw postsocjalistycznych jedynie Estonia (22 miejsce) była na wyższej pozycji. 
W 2015 rosyjska filia organizacji została wpisana przez lokalne ministerstwo sprawiedliwości na listę agentów zagranicznych. 